# Sacramenia
Sacramenia est une commune de la province de Ségovie dans la communauté autonome de Castille-et-León en Espagne.

## Sites et patrimoine
- Église Santa Marina (es)
- Église San Miguel (es)
- Église San Martín
- Chapelle Santa Ana
- Chapelle San Martín
- Monastère Santa María la Real (es)

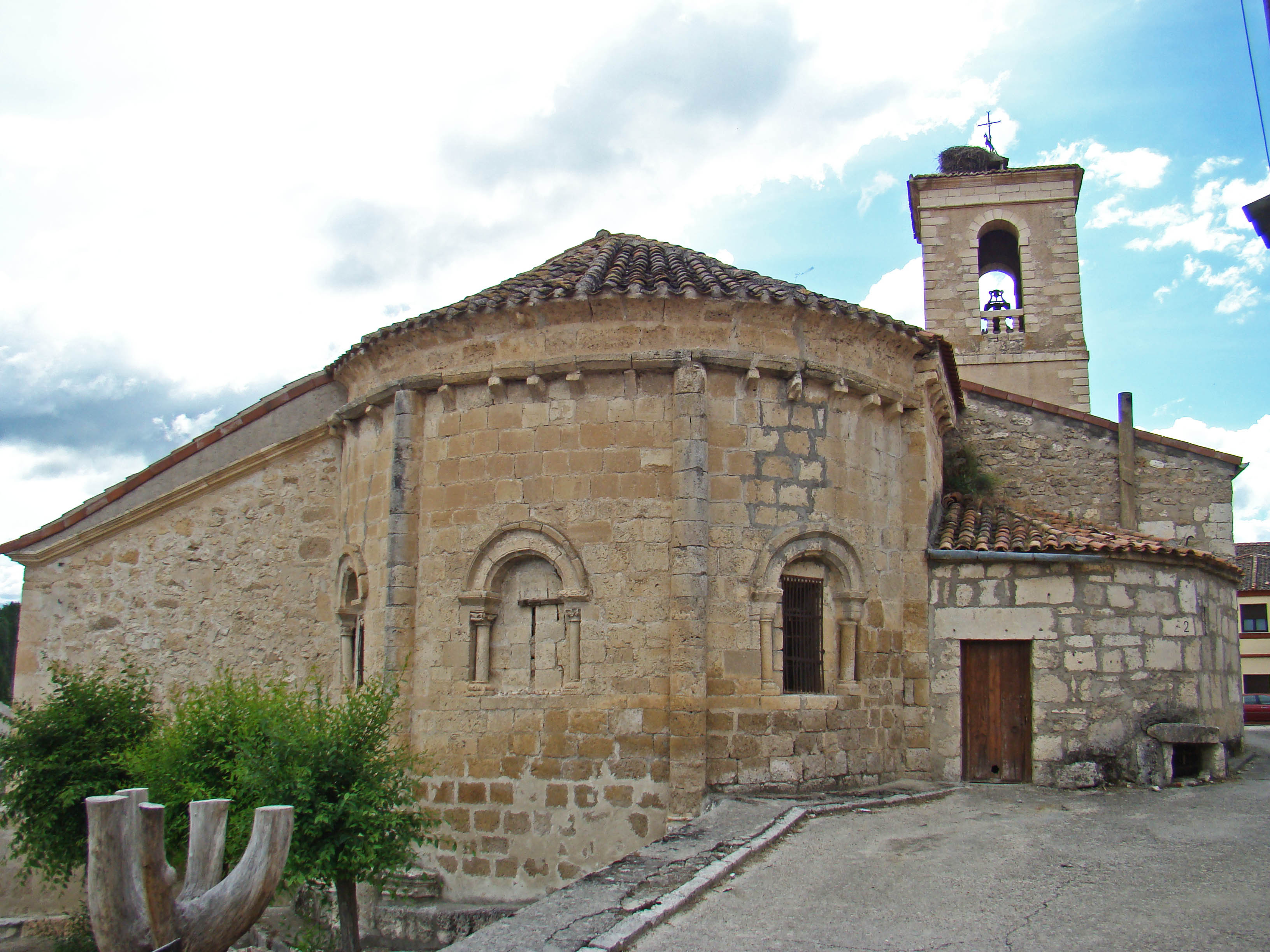
Église San Martín.
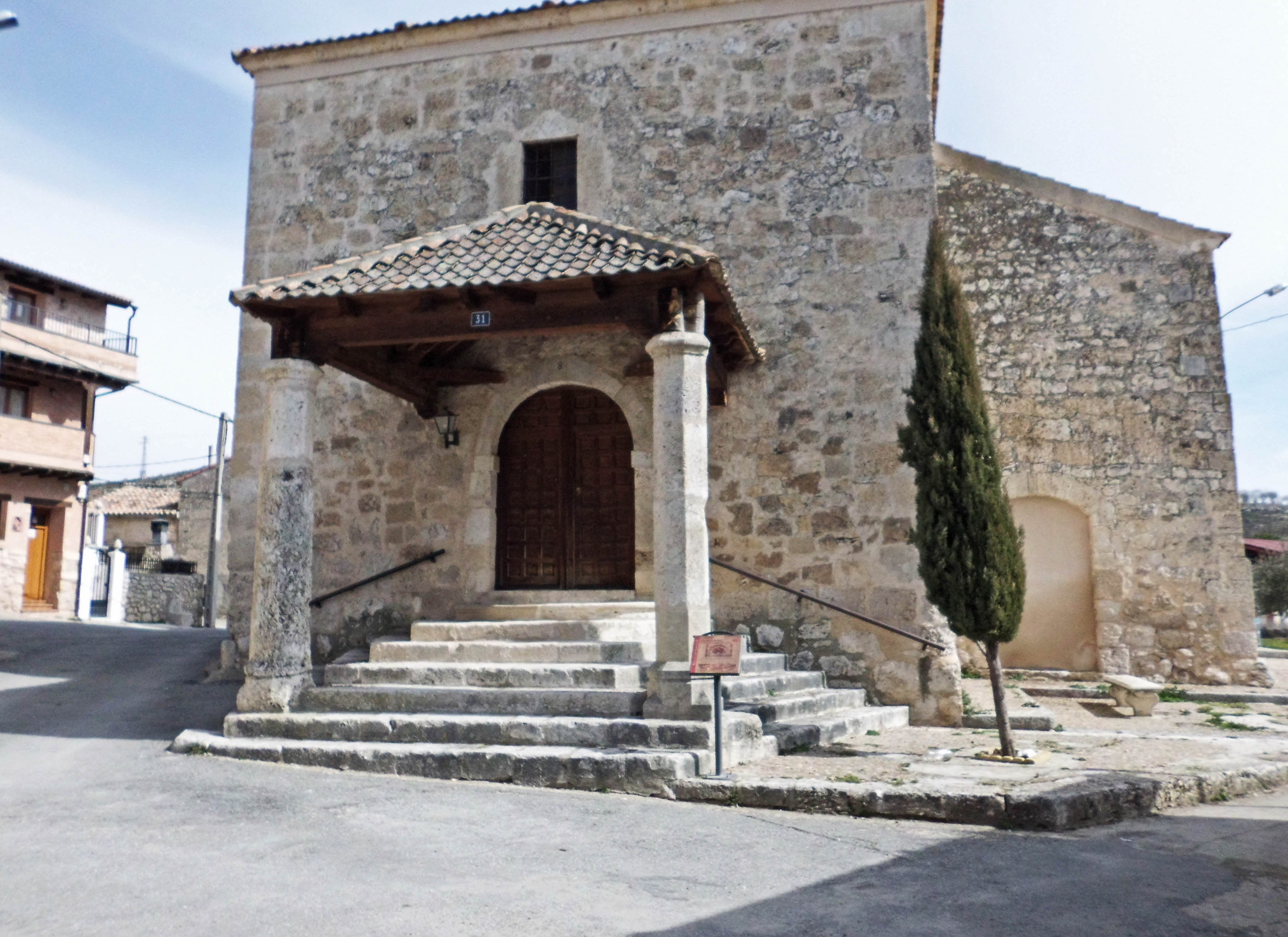
Église Santa Marina.
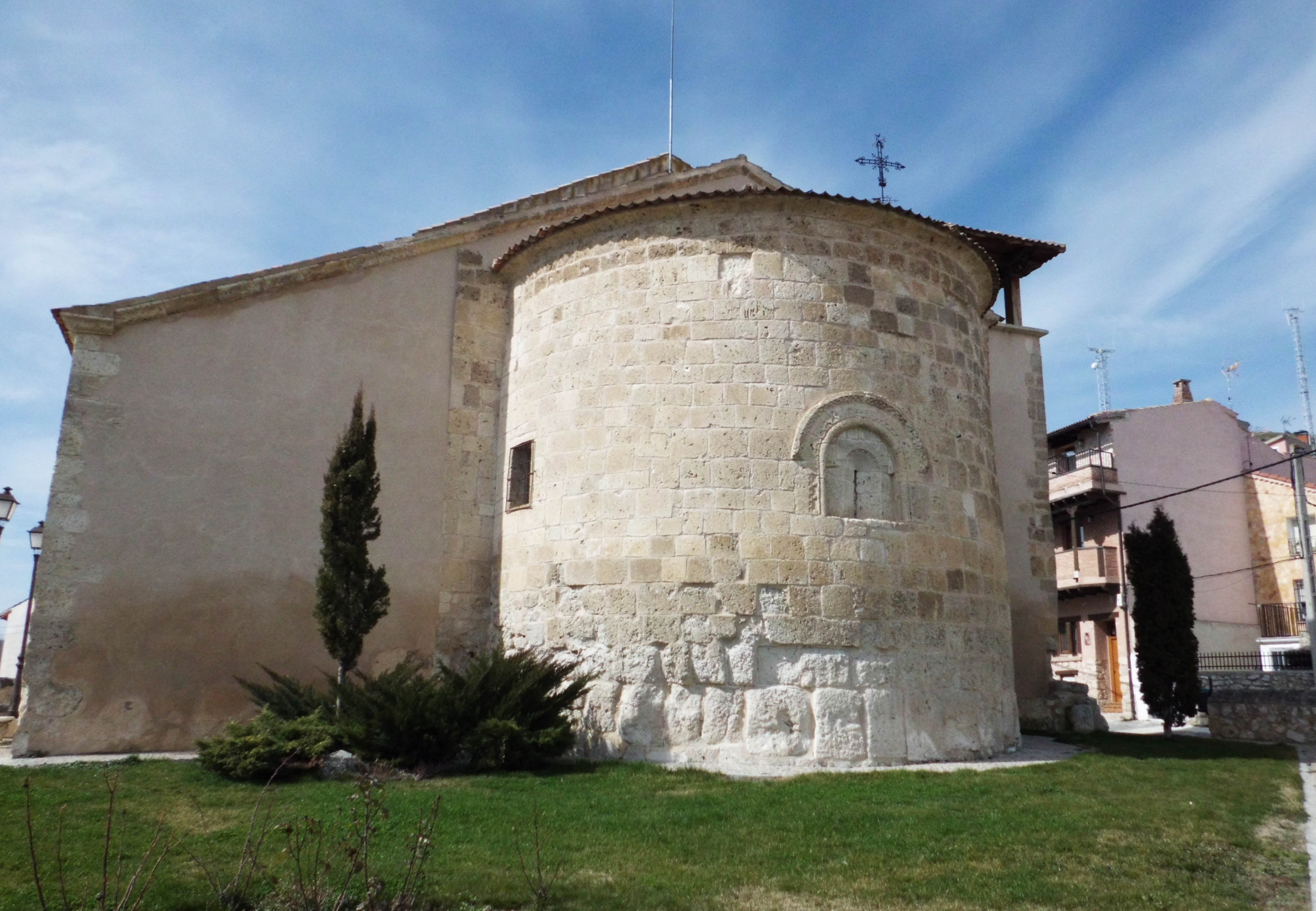
Église Santa Marina.

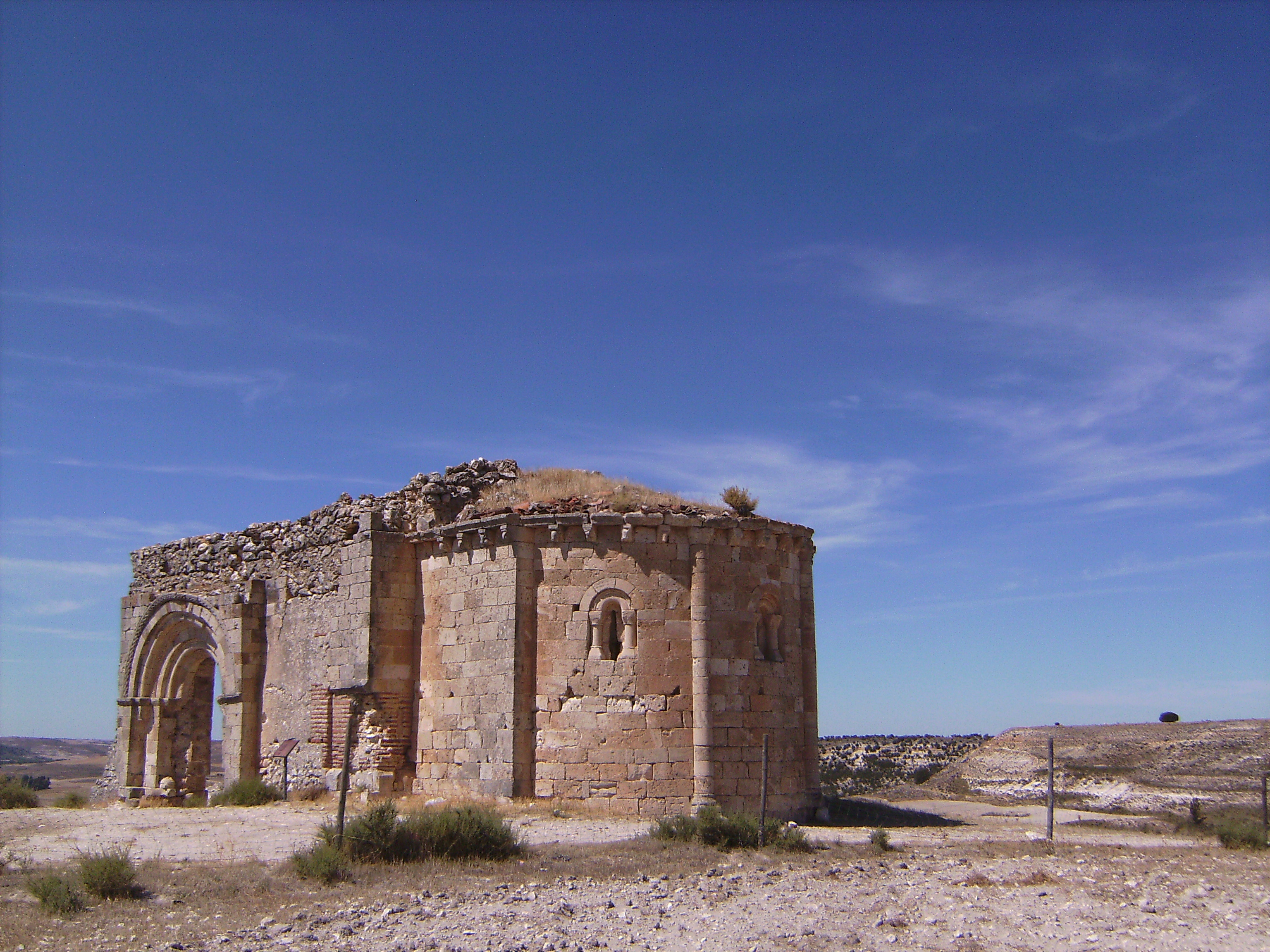
Église San Miguel.
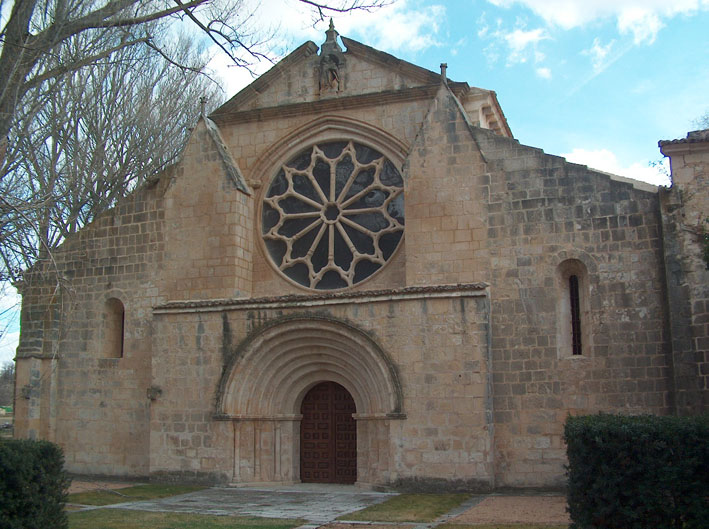
Église du monastère Santa María la Real.